# 西新庄子
西新庄子（原名新庄仔）是臺北市的一個地名，位於今中山區中北部，範圍包括中山區的圓山里中部偏東、新庄里西南角及東北角除外部分、新喜里、新福里東大半部、新生里中北部、行政里西端、行孝里西北角、大佳里西南角。範圍約當今日錦州街以北、松江路以西、基隆河以南、新生北路以東。

## 歷史
台灣清治末期至日治前期，該地區為一街庄，稱為「新庄仔庄」，隸屬於大加蚋堡。該庄西北隔基隆河與大直庄為鄰，東北及東與下埤頭庄為鄰，南邊為中庄仔庄，西邊為牛埔庄、山仔腳庄。
1901年（日治明治三十四年）11月11日，該庄為臺北廳直轄，同年12月17日編為第三區。1905年4月19日，新庄仔庄改為「西新庄仔庄」，以區別位在錫口支廳的東新庄仔庄、滬尾支廳的北新庄仔庄。1906年（明治三十九年）1月1日，第三區改名為「大龍峒區」。1920年（大正九年）10月1日，西新庄仔庄改為「西新庄子」大字，隸屬於臺北州臺北市。
戰後臺北市改制為省轄市。1946年2月臺北市劃分為10個區，西新庄子地區隸屬於中山區，劃為新庄里。1968年7月臺北市改制為院轄市。1990年3月，臺北市各區重劃，該地區仍屬於中山區。

## 聚落
本地區發展較早的聚落為新興（現松江路、建國北路、民族東路口一帶）、竹巷仔（現濱江街北側、新生北路以東一帶），在日治初期的官方地圖上已有記載。

## 交通
台北捷運中和新蘆線有經過西新庄子地區南部，雖未設站，但中山國小站、行天宮站皆在不遠處。鄰近居民可由此等路線及相關路網快速前往大台北地區各地，或在台北車站轉搭高鐵、台鐵或客運前往全台各地。
國道1號橫向穿越本地區北部，設有圓山交流道，可由此前往全台南北各地。

## 學校
- 稻江護家

## 公共設施
- 新生公園（花博公園新生園區、新生公園棒球場、林安泰古厝）
- 中山區公所

## 文化資產
- 西新庄子遺址（十三行文化）

## 廟宇
- 行天宮